# Международен език
Международният език е език, значително надхвърлящ употребата си като майчин език и превръщащ се в език за международно общуване.
Примери за международни езици са старогръцкият в Елинистичния свят, латинският в Западна Европа през Средновековието и френският през XVII-XIX век, руският в Социалистическия лагер. От средата на XX век английският се налага като глобален международен език.